# Ichthyoxenus tanganyikae
Ichthyoxenus tanganyikae är en kräftdjursart som först beskrevs av Fryer 1965.  Ichthyoxenus tanganyikae ingår i släktet Ichthyoxenus och familjen Cymothoidae. Inga underarter finns listade i Catalogue of Life.